# Căn cứ không quân Bình Thủy

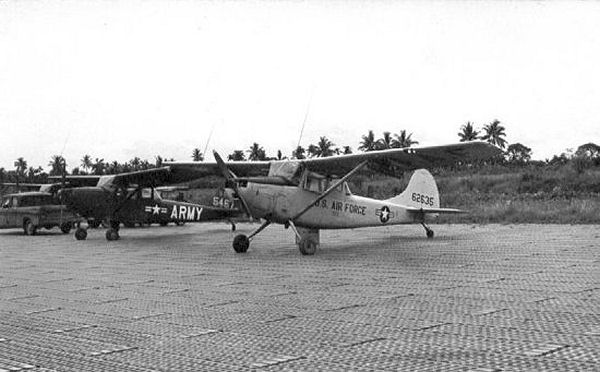
Cessna O-1 (L-19) của Không quân Hoa Kỳ "Bird Dog"

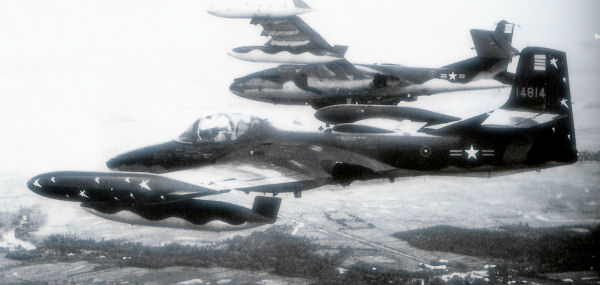
Cessna A-37B Dragonflys thuộc sư đoàn không quân 74 của Không lực Việt Nam Cộng Hoà (Front A/C số hiệu 68-14814)

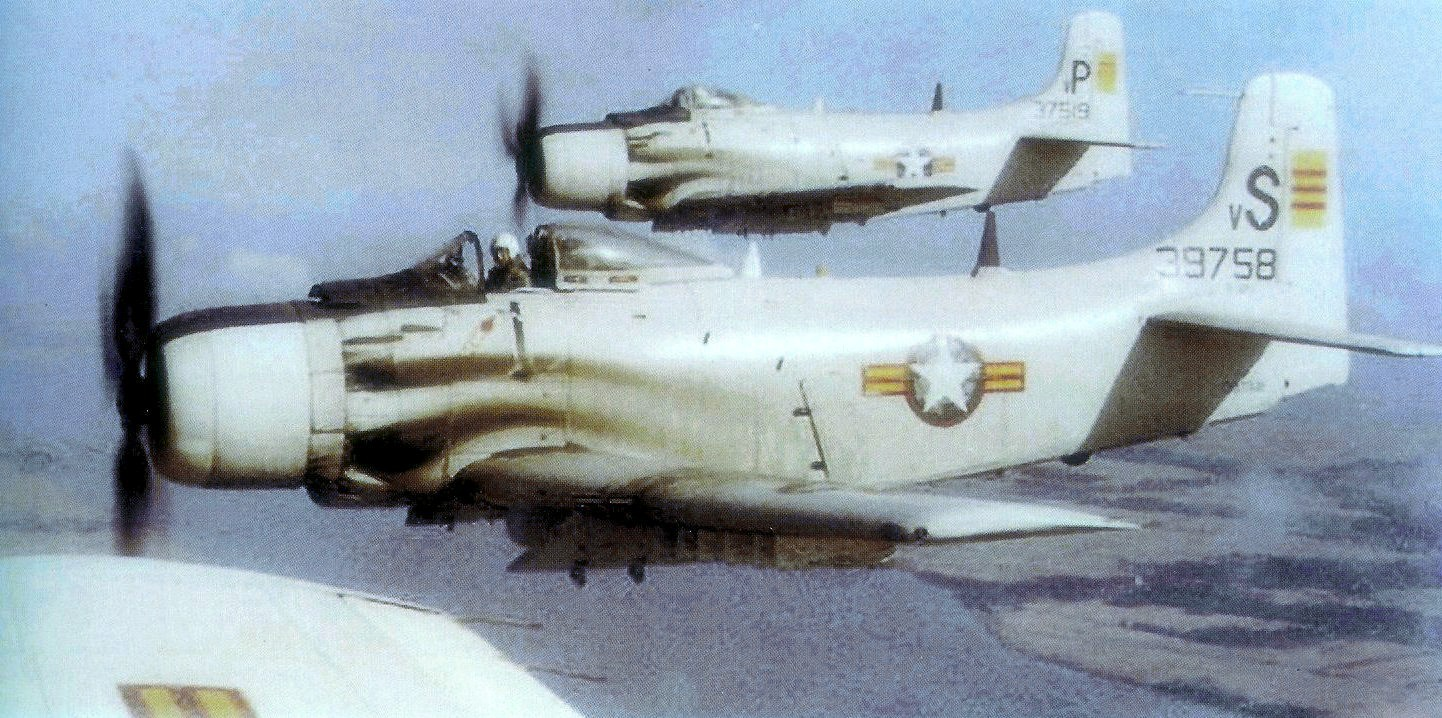
Douglas A-1H Skyraider thuộc phi đội chiến đấu 520 của Không lực Việt Nam Cộng Hòa, căn cứ không quân Bình Thủy

Căn cứ không quân Bình Thủy (còn được gọi là Phi trường Bình Thủy, Căn cứ không quân Trà Nóc hay Phi trường Trà Nóc) là một căn cứ không quân cũ của Việt Nam Cộng Hòa, được xây dựng bởi Hoa Kỳ vào năm 1965 và được sử dụng bởi Không lực Việt Nam Cộng Hòa (SVNAF) và Không quân Hoa Kỳ trong thời kỳ chiến tranh Việt Nam trong Vùng Chiến Thuật dưới sự kiểm soát của Quân đoàn IV (Việt Nam Cộng hòa). Bị đánh chiếm bởi quân đội nhân dân Việt Nam vào tháng 4 năm 1975 và bị bỏ hoang trong nhiều thập kỷ. Ngày nay, sân bay này được khôi phục và phát triển lại được biết đến với tên Cảng Hàng Không Quốc Tế Cần Thơ

## Lịch sử
Căn cứ Bình Thủy là căn cứ Không Quân phía cực Nam của Không Lực Việt Nam Cộng Hòa và Không quân Hoa Kỳ trong thời chiến tranh Việt Nam. Năm 1964, không quân Hoa Kỳ lên kế hoạch phát triển căn cứ tại Bình Thủy và sau sự kiện Vịnh Bắc Bộ, họ đã quyết định đổ bộ một lực lượng lớn tại miền Nam Việt Nam. Đây là một trong những căn cứ của quân lực Việt Nam Cộng Hòa được xây dựng bởi lực lượng kỹ sư của không quân Hoa Kỳ. Phi trường  mới được thiết kế và xây dựng thay thế cho các phi trường Cần Thơ của Quân lực Việt Nam Cộng Hòa nằm gần ở trung tâm của thành phố Cần Thơ, đã không thể mở rộng. Năm 1964, căn cứ Bình Thủy được thiết lập trên những cánh đồng đã được san lấp chắc chắn.
Khi nền móng đã hoàn thành, Không đoàn 74 của Không Lực Việt Nam Cộng Hòa tại phi trường Cần Thơ được dời căn cứ về phi trường Bình Thủy vào ngày 1.9.1965. Các đơn vị không quân khác cũng được chuyển về căn cứ này, bao gồm phi đội chiến đấu cơ 520 từ căn cứ không quân Biên Hòa (A-1 Skyraider); phi đội trực thăng 217 từ căn cứ không quân Tân Sơn Nhứt (H-34 Choctaw) và phi đội quan sát từ căn cứ không quân Nha Trang (O-1 Bird Dog)    

### Không quân Hoa Kỳ trong chiến tranh Việt Nam
Không quân Hoa Kỳ bắt đầu sử dụng phi trường Bình Thủy như một căn cứ thị sát chiến trường cùng với không lực Việt Nam Cộng Hòa vào năm 1965. Hạm đội 7 đã kích hoạt phi đội hỗ trợ chiến đấu 632 (CSG) - phi đội tổ chức các chiến dịch không kích. Phi đội 632 đã hỗ trợ cho các trực thăng, máy bay vận tải và các máy bay hỗ trợ không quân khác, trong khi Hải quân Hoa Kỳ đã thực hiện một chiến dích hỗ trợ và xây dựng các căn cứ hải quân với phi đội trực thăng chiến đấu (HAL-3) cách vài dặm về phía nam. Chiến dịch "Black Ponies, VAL-4 của không lực hải quân đã dùng các chiến đấu cơ OV-10s xuất phát từ phi trường Bình Thủy. Biệt đội 10 của phi đội tiếp vận và giải cứu không quân 38 của không quân Mỹ đã cho xuất kích hai chiếc trực thăng HH-43 tại Bình Thủy từ 15.9.1965 đến 20.10.1969. Một hoặc hai chiếc Y0-3As Công ty giám sát máy bay 220 đã xuất kích tại Bình Thủy thuộc Tập đoàn Hàng không 16, quân đội Mỹ. Ngoài ra một số Broncos YOV-10D (2 EA) được vận hành từ các cơ sở của Thủy quân lục chiến, biệt đội thủy quân lục chiến 1.

#### Phi đội hỗ trợ không quân tác chiến 22
Phi đội hỗ trợ không quân chiến thuật 22 (hạng nhẹ) (TASS 2nd) là lực lượng chính tại căn cứ Bình Thủy. Phi đội này được thành lập ngày 8.5.1965 và di chuyển căn cứ vào tháng 9. Về mặt tổ chức, TASS 2nd được chỉ định vào nhóm điều khiển chiến thuật 505, và sau đó là nhóm hỗ trợ tác chiến trên không. Tất cả nhiệm vụ này được chỉ đạo bởi sư đoàn không quân 22, đặt căn cứ tại sân bay Tân Sơn Nhứt. Phi đội này bao gồm Cessna 0-1 Birddog vào năm 1965-1971 và Cessna O-2A và Bs Super Skymasters vào giai đoạn 1967-1971.
Phi đội nay cung ứng phi hành đoàn cho không quân Việt Nam, hỗ trợ tác chiến cho hệ thống điều khiển không quân tác chiến (TACS). Ngoài ra phi đội này còn đảm nhận nhiệm vụ trinh sát, hộ tống và các nhiệm vụ khác dưới sự điều động trực tiếp của tư lệnh tác chiến không quân. Máy bay và hệ thống bảo trì được cung cấp hỗ trợ cho các chiến dịch của Quân đoàn IV, miền Nam Việt Nam, dưới sự chỉ huy trực tiếp của không lực 7. Phi đội được cung cấp máy bay và nhân sự để hỗ trợ huấn luyện phi hành, chiến trường và thiết bị máy bay tại Bình Thủy.
Năm 1969, TASS 22 đã bắt đầu đóng cửa các hoạt động tại đây như là một phần thu hồi chung Mỹ từ miền Nam Việt Nam. Phi đội được chuyển đến căn cứ Biên Hòa vào tháng 1 năm 1970, cùng với các lực lượng không quân Hoa Kỳ cuối cùng đã rời căn cứ này vào cuối tháng. Tại Biên Hòa, tất cả tài sản của phi đoàn 22 TASS được thu thập bởi phi đội hỗ trợ không quân tác chiến 9 và đã thuyên giảm đến khi chỉ còn tồn tại trên bàn giấy. Cuối cùng, tất cả được thuyên chuyển mà không có bất kỳ thiết bị hay nhân sự nào cho căn cứ không lực tiếp vận tại Hawaii vào 15.5.1971.

#### Other USAF units at Binh Thuy Air Base
- Phi đội 6255th
- Phi đội sơ tán y tế 9th (Biệt đội)
- Phi đội tác chiến 211th (Không lực 7th)
- Đội tuần tra 619th TCS, mắt và tai của Mekong.
- Phi đội liên lạc 1880th (AFCS)
- Chiến đấu cơ OL-26 1CEVG (SAC) Combat Skyspot
- Phi đội cảnh binh 632
- Biệt đội ảnh chiến trường 15 600
- 19th TASS (Tilly Facs)
- 632 Dispensary
- 3rd S.O.S (Phi đội tác chiến đặc biệt)AC-47 Gunships(Spooky)

### Không lực Việt Nam Cộng Hòa tại Bình Thủy
Khi quân đội Mỹ di dời khỏi Bình Thủy năm 1969, nơi đây trở thành căn cứ chính của Sư đoàn IV không quân Không Lực Việt Nam Cộng Hòa. Phi đội 74th được hỗ trợ bởi phi đội tác chiến 84 vào năm 1972 với các đơn vị trực thăng vũ trang để phòng thủ khu vực sông Mekong. Năm 1974, những đơn vị được di chuyển đến căn cứ Bình Thủy gồm:
- Sư đoàn IV Không Quân (Căn cứ chỉ huy)
- Phi đoàn tác chiến 74th

Phi đội liên lạc 116th/122d Cessna O-1A, U-17As và U-17B.
Phi đội chiến đấu 520th/526th/546th A-37A/B.
- Phi đoàn tác chiến 84th

Phi đội trực thăng 211th/225th/227th UH-1D
Biệt đội Trực thăng G 259th UH-1H Hueys (Medevac)
4 chiến đấu cơ của Không Lực Việt Nam cộng hòa AC-47 được di chuyển đến căn cứ này.

### Quân đội Nhân dân Việt Nam chiếm đóng Căn cứ Bình Thủy
Một số máy bay và nhân sự của quân lực Việt Nam cộng hòa đã di tản đến Thái Lan từ căn cứ Bình Thủy, lúc đó vẫn chưa bị chiếm đóng. Tuy nhiên, chỉ sau một vài ngày, lực lượng Việt Nam Dân chủ Cộng hòa đã chiếm đóng được căn cứ này và nhũng vùng khác của khu vực Mekong.

## Hiện trạng sử dụng
Sau khi căn cứ bị chiếm đóng bởi Quân đội Nhân dân Việt Nam năm 1975, những máy bay còn lại bị tiêu hủy hoặc được di chuyển đến các sân bay khác và phi tường Bình Thủy cũng không còn sử dụng nữa. Một phần nhỏ phi trường được sử dụng bởi Không quân Nhân dân Việt Nam như là một sân đậu trực thăng. Nhiều công trình tại sân bay bị hủy bỏ, hoặc bị bỏ hoang, trồng cây.
Vài năm sau, căn cứ được phát triển trở lại thành một phi trường nội địa mới. Tất cả những công trình cũ, kể cả những tháp kiểm soát không lưu của không quân Việt Nam Cộng hòa đều bị phá hủy, và xây dựng mới phục vụ cho sân bay Cần Thơ.